# Machaerium leucopterum
Machaerium leucopterum är en ärtväxtart som beskrevs av Julius Rudolph Theodor Vogel. Machaerium leucopterum ingår i släktet Machaerium och familjen ärtväxter. Inga underarter finns listade i Catalogue of Life.